# E. W. Kemble

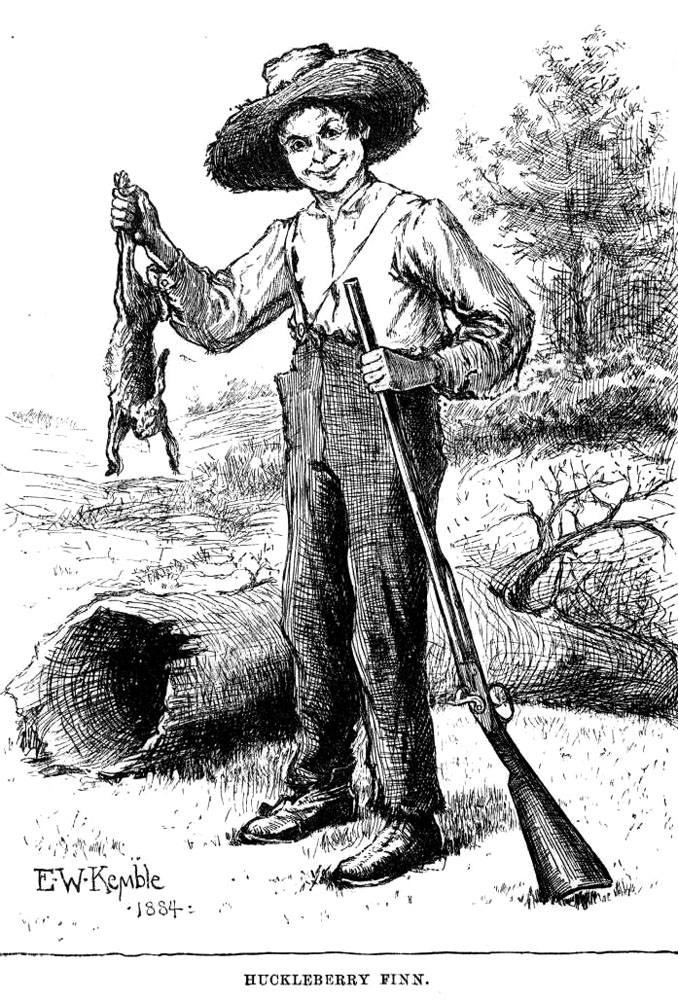
Les Aventures de Huckleberry Finn.

Edward Winsor Kemble, né le 18 janvier 1861 à Sacramento en Californie et mort le 19 septembre 1933, est un dessinateur et illustrateur américain.

## Biographie
Edward Winsor Kemble déménagea avec sa famille pour New York quand il était jeune. Par la suite il s'installa dans la ville de New Rochelle.
En 1880, il publia son premier dessin dans le magazine de mode Harper's Bazar. Il devint par la suite un dessinateur politique pour un quotidien new-yorkais (le New York Daily Graphic). Il dessina également pour la revue Life. Il collabora avec les magazines Collier's Weekly et Harper's Weekly.
L'écrivain Mark Twain demanda à Kemble d'illustrer son roman Les Aventures de Huckleberry Finn.
Il témoigna par ses représentations graphiques de ses rencontres avec l'évènement, comme sa présence, comme témoin oculaire, lors des danses afro-américaines à Congo Square à La Nouvelle-Orléans en Louisiane.

## Liens externes

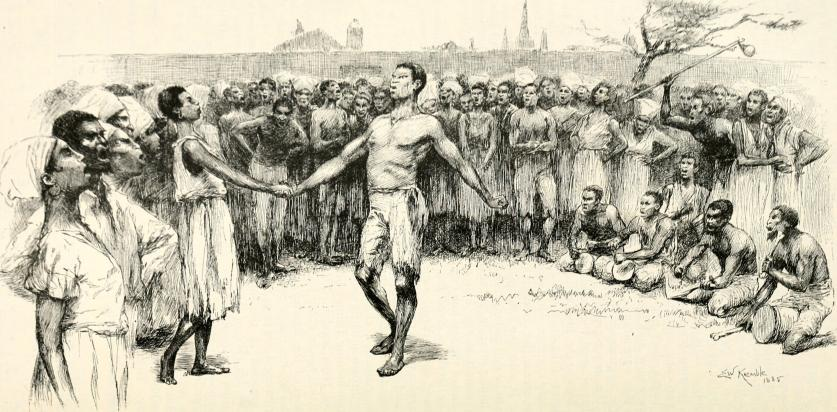
"The Dance in Place Congo" à La Nouvelle-Orléans.